# Человек в футляре (фильм)

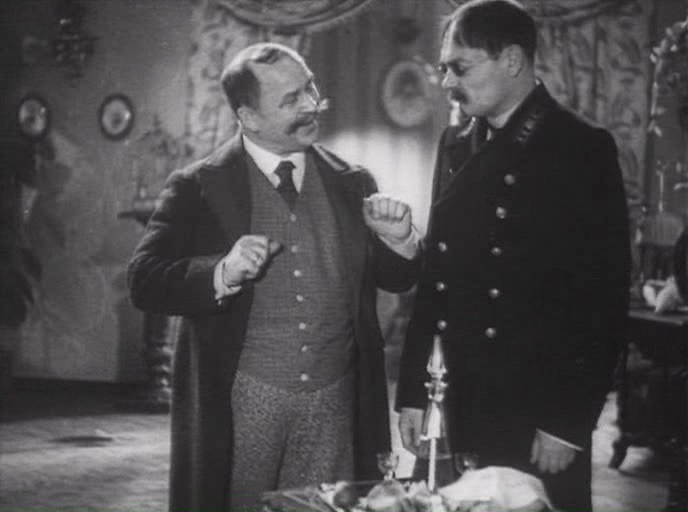
Владимир Воронов (инспектор) и Николай Хмелёв (Беликов) в фильме

Н. Хмелёв в роли Беликова, учителя греческого языка

«Челове́к в футля́ре» — советский художественный фильм режиссёра Исидора Анненского по одноимённому рассказу Антона Чехова.

## Сюжет
Главное опасение Беликова — гимназического учителя греческого языка — это «как бы чего не вышло». С появлением в городе нового учителя Михаила Коваленко и его сестры Вареньки он начинает строить планы женитьбы. Но его смущает «странный образ мыслей» его возможной невесты и её брата — людей свободолюбивых и непокорных. Местное общество, тайком подсмеивающееся над Беликовым, из-за опасения ненужных проблем с властью оказывается на стороне доносчика Беликова.
В 1965 г. фильм вышел в новой редакции.

## В ролях
- Николай Хмелёв — Беликов, учитель греческого языка
- Михаил Жаров — Михаил Александрович Коваленко, учитель истории и географии
- Ольга Андровская — Варвара Александровна Коваленко (Варенька)
- Владимир Гардин — Михаил Васильевич, директор гимназии
- Владимир Воронов — инспектор
- Осип Абдулов — Тарантулов
- Александр Лариков — Невыразимов
- Константин Адашевский — священник
- Алексей Бонди — француз [в титрах «С. Бонди»]
- Алексей Грибов — Афанасий, слуга Беликова
- Николай Баронов — доктор
- Фаина Раневская — жена инспектора
- С. Луковская — жена Невыразимова
- Олег Липкин — Неверов
- Пётр Гофман — продавец цветов (нет в титрах)
- Иван Пельтцер — гость (нет в титрах)

## Съёмочная группа
- Автор сценария и режиссёр: Исидор Анненский
- Оператор: Евгений Шапиро
- Художник: Людмила Путиевская
- Композитор: Александр Голубенцев
- Звукооператор: К. Познышев
- Монтаж: М. Бодренникова
- Ассистенты:
  - режиссёра М. Короткевич, Я. Тржаско
  - оператора Е. Эварт
  - звукооператора: П. Качурин, П. Янин
- Помощник режиссёра: А. Типпэ
- Художник-гримёр: Н. Григорьев
- Фотограф: В. Валдайцев
- Директор картины: А. Петров

## Критика
По мнению Людмилы Погожевой, Беликов в исполнении Николая Хмелёва вышел слишком «живым» и хитрым. Если у Чехова жителями города «владел животный страх перед ничтожеством и трусом», то из-под чёрных очков Хмелёва «смотрели зоркие, сверкающие умом глаза, осторожные движения говорили не о трусости, а о внутренней силе», что, вкупе с текстом из других произведений писателя и «эклектической бездумной режиссурой», нарушало весь замысел.